# Мистер Индия
«Мистер Индия» (англ. Mr India) — кинофильм режиссёра Шекхара Капура, вышедший на экраны в 1987 году.

## Сюжет
Жестокий злодей Могамбо мечтает о власти над всей Индией, а то и миром. На пути к этой цели он не останавливается ни перед чем — торгует наркотиками, запасает оружие, продаёт населению некачественное продовольствие, крадёт ценности, совершает теракты. Для скорейшего захвата страны ему не хватает только одного — браслета невидимости, изобретённого одним гениальным учёным. Однако после смерти изобретателя этот секрет, похоже, навсегда утерян.
Желая закрепиться в городе и устроить там оружейный склад, Могамбо отправляет своих приспешников на задание: завладеть домом, в котором живут Арун и ватага детей-сирот, за которыми он присматривает. Преступники не догадываются, что Арун — сын того самого изобретателя. Оказавшись в тяжёлом положении после столкновения с бандитами, Арун обращается к своему старому знакомому профессору Синхе, и тот выдаёт ему тайну: браслет, делающий человека невидимым, действительно существует и спрятан в надёжном месте. Получив его, Арун может не только защитить себя и детей, но и отомстить преступникам за все страдания, которые они причинили индийскому народу. С этих пор он становится Мистером Индия.

## В ролях
- Анил Капур — Арун Верма / Мистер Индия
- Шридеви — Сима Сохни
- Амриш Пури — Могамбо
- Сатиш Каушик — Суриндат
- Анну Капур — господин Гайтонде, редактор
- Аджит Вачани — Теджа
- Шарат Саксена — Даага
- Ашок Кумар — профессор Синха
- Боб Кристо — мистер Уолкотт

## Саундтрек
| №  | Название                            | Исполнители                     | Длительность |
| -- | ----------------------------------- | ------------------------------- | ------------ |
| 1. | «Hawa Hawaii»                       | Кавита Кришнамурти              | 7:02         |
| 2. | «Karte Hain Hum Pyaar Mr. India Se» | Кишор Кумар, Кавита Кришнамурти | 6:36         |
| 3. | «Kate Nahi Katate Ye Din Ye Raat»   | Кишор Кумар, Алиша Чинай        | 6:37         |
| 4. | «Parody Song»                       | Анурадха Паудвал, Шаббир Кумар  | 9:24         |
| 5. | «Zindagi Ki Yahin» (Sad)            | Кишор Кумар                     | 5:13         |
| 6. | «Zindagi Ki Yahin»                  | Кавита Кришнамурти              | 1:25         |

## Оценки и критика
В 2005 году газета The Times of India включила фильм в список «25 обязательных к просмотру Болливудских фильмов», отметив, что «Мистер Индия» обладает всеми составляющими для обретения сверхпопулярности: «протагонист-супергерой, сильный сюжет, Шридеви в своей лучшей форме, запоминающиеся песни и самый восхитительный злодей индийского кино — Могамбо».
Известность фильму принесли также песни из него (в частности «Miss Hawa Hawaii» в исполнении певицы Кавиты Кришнамурти, певшей для роли актрисы Шридеви) и фраза «Могамбо доволен» (Mogambo khush hua), произносимая героем Амриша Пури и являющаяся одной из самых знаменитых фраз индийского кино.
В 2008 году сайт One Knight Stands поставил Могамбо на первую позицию в списке «20 лучших злодеев Болливуда».